# Evropská železniční agentura
Evropská železniční agentura (European Union Agency for Railways, ve zkratce EUAR, dříve European Railway Agency, ve zkratce ERA) je jednou z agentur Evropské unie. Byla zřízena rozhodnutím z dubna 2004. Jejím úkolem je vytvoření konkurenceschopné železnice v Evropě, a to zvýšením kompatibility národních železničních systémů, a dále zajištění potřebné úrovně bezpečnosti železniční dopravy.
ERA stanovuje standardy pro evropské železnice ve formě technických specifikací pro interoperabilitu (TSI), které jsou závazné pro transevropskou železniční síť.
Agentura má dvě pracoviště, obě umístěná v Nord departmentu ve Francii. Vedení agentury je umístěno ve Valenciennes, ale mezinárodní konference a jednání probíhají v Lille. Plný provoz agentura zahájila v polovině roku 2006 a má více než 100 zaměstnanců.